# 高贞 (北齐)
北平王高贞（?—?），字仁坚（因避隋文帝諱而作仁固），渤海郡蓨縣（今河北景縣）人，北齊武成帝高湛第五子。

## 生平
高贞沉审宽恕。武成帝常说：“此儿得我凤毛。”566年五月廿三日，北齐后主高纬立太上皇帝高湛的儿子高弘（高廓）为齐安王，高仁坚（高贞）为北平王，高仁英为高平王，高仁光为淮南王。高贞位司州牧、京畿大都督，兼尚书令、录尚书事。皇帝行幸外地，高贞在邺城总留台事。
几年后，后主高纬以高贞长大，渐渐猜忌。高阿那肱承旨，令冯士干弹劾高贞下狱，夺其留后权。北齐灭亡前夕，高贞为青州刺史。北齐灭亡，高贞与后主死在长安。